# Lonsdaleíta
La lonsdaleíta es un alótropo hexagonal de carbono encontrado en meteoritos, con una forma semejante al diamante, sin embargo hexagonal (polimorfo). 
Se descubrió por primera vez en 1967 en el cráter de meteorito del Cañón del Diablo en Arizona, en cristales microscópicos asociados al diamante en restos de meteorito. Se cree que en el impacto del meteorito con grafito contra la tierra, el calor y la energía del impacto puedan transformar el grafito en diamante manteniendo su estructura hexagonal. Fue nombrado en reconocimiento de la cristalógrafa británica Kathleen Lonsdale (1903-1971).
Es de color negro, brillo diamantínico, configuración pseudocúbica, octaédrica. Difracción 2.06,2.19,1.26. a=3 b=0 c=4 α=0° β=0° γ=0° Z=4
Encontrada en Tunguska, Rusia y en otros impactos de meteoritos.
Aparece en resultados de estudios ejecutados en febrero del 2009, que la lonsdaleíta sería un 58% más dura que el diamante. Sería, por tanto, uno de los materiales más duros presentes en la naturaleza, junto al nitruro bórico de Wurtzita (wBN), producto de las presiones en erupciones volcánicas.